# Roland Crispin
Roland Crispin (22 marzo 1939) è un ex calciatore haitiano.

## Carriera
Ha militato in patria nell'Etoile Haïtienne dal 1961 al 1966. Nel 1967 si trasferisce negli Stati Uniti d'America per giocare nel Washington Britannica. L'anno seguente passa ai Baltimore Flyers per poi tornare al club di Washington, rinominatosi Darts. Con i Darts Crispin vinse due American Soccer League. Nel 1970 il club capitolino si iscrive alla NASL, raggiungendo nella stagione d'esordio la finale del torneo, persa contro i Rochester Lancers. Crispin giocò da titolare la finale di ritorno.

## Palmarès
- American Soccer League: 2

Washington Darts: 1968, 1969